# Velarifictorus sukhadae
Velarifictorus sukhadae är en insektsart som först beskrevs av Bhowmik 1967.  Velarifictorus sukhadae ingår i släktet Velarifictorus och familjen syrsor. Inga underarter finns listade i Catalogue of Life.